# Instex
Instex eller Instrument in Support of Trade Exchanges är ett franskt företag grundat i januari 2019 tillsammans med Storbritannien och Tyskland. Företaget har som sin uppgift att underlätta handel med Iran. Instex har sitt huvudkontor i Paris. Instex leds av bland annat Per Fischer, som tidigare var ekonomichef i Commerzbank mellan 2003 och 2014.
Instex verksamhet är främst begränsad till humanitära ändamål som till exempel inköp av livsmedel eller läkemedel.